# 她gucci的時候眼淚總是prada prada的dior
她gucci的時候眼淚總是prada prada的dior是臺灣歌手屁孩Ryan的一首歌曲，收錄於其首張專輯《屁文觀止》。此曲在2019年10月11日數位發行，並於12月30日收錄於《屁文觀止》正式發行。

## 創作背景
此曲的作曲人水水Mizu98在接受YOLOLAB專訪時表示，原曲受到中國流行語啟發，副歌的諧音是無意間看到，因此想賦予它一個敘事的歌詞。《蝦品輯》的樂評則指出歌名即是「她哭泣的時候眼淚總是啪搭啪搭的掉」的火星文，並指出歌詞運用諧音直接指責那些開台等著贊助的拜金女紙醉金迷崩壞的價值觀，也順道點出假閨密之間虛偽的關係。
在與屁孩Ryan合作發行此曲後，水水Mizu98於單曲介紹時表示，希望能透過新的角度詮釋此曲，並讓大家一起思考：「人性其實不是那種非善即惡的東西，說不定每個渣男、拜金女的背後都隱藏著有點難過的回憶，導致他們把自己武裝起來。」，而屁孩Ryan在專輯介紹此曲表示：「與另一首觀察次文化表象風潮的歌曲陷阱妹都因為書寫了大家身旁都存在，卻不常被提及的獨特角色，廣受年輕人歡迎」。

## 音樂錄影帶
此曲的音樂錄影帶於臺北市立兒童新樂園拍攝，並由王承渲擔任女主角。當中所展現的「gucci prada手勢舞」在抖音上瘋傳而成為風潮。截至2020年1月14日，此單曲的音樂錄影帶在YouTube點閱率突破403萬。

## 排行與商業表現
此曲的作曲人水水Mizu98在2019年7月30日於StreetVoice街聲發行此曲的原曲，發行後隨即奪得StreetVoice街聲該週熱門榜第二名並於次週登冠，並於同年年底StreetVoice街聲的「音樂作品人氣榜 TOP 50」排行榜中，奪得該榜第32位。
在《屁文觀止》正式發行後，此曲踴升至錢櫃KTV新歌排行榜冠軍，亦屢次在KKBOX新歌排行榜奪冠。

## 備註
1. ↑  以諧音將多個時尚奢侈品品牌融入詞中，包括以「GUCCI」取代「哭泣」；以「Prada」取代「啪搭」；以「Dior」取代「掉」。
2. ↑  以「閨蜜」的諧音「歸Me」諷刺假閨蜜只是想把利益據為己有。
3. ↑  至2023年，點閱率逾800萬。